# Shiatsu
El shiatsu (指 [shi], «dedo», y 圧 [atsu], «presión en zonas del cuerpo») también llamado acupresión o digitopuntura es una forma de medicina alternativa originaria de Japón que consiste en la aplicación de presión por cortos periodos de tiempo a lo largo de los meridianos y puntos de acupuntura con la intención de mejorar el flujo del qi y con ello la salud. No existe evidencia de que el shiatsu tenga beneficios médicos.
A diferencia de otras terapias similares, en el shiatsu el practicante usa solamente las palmas de las manos y los pulgares para aplicar presión, no se hace uso de aceites y en general el paciente permanece vestido durante la sesión. Los tratamientos de shiatsu también suelen incluir estiramientos, movilizaciones y manipulaciones articulares y otras técnicas de masaje.

## Historia

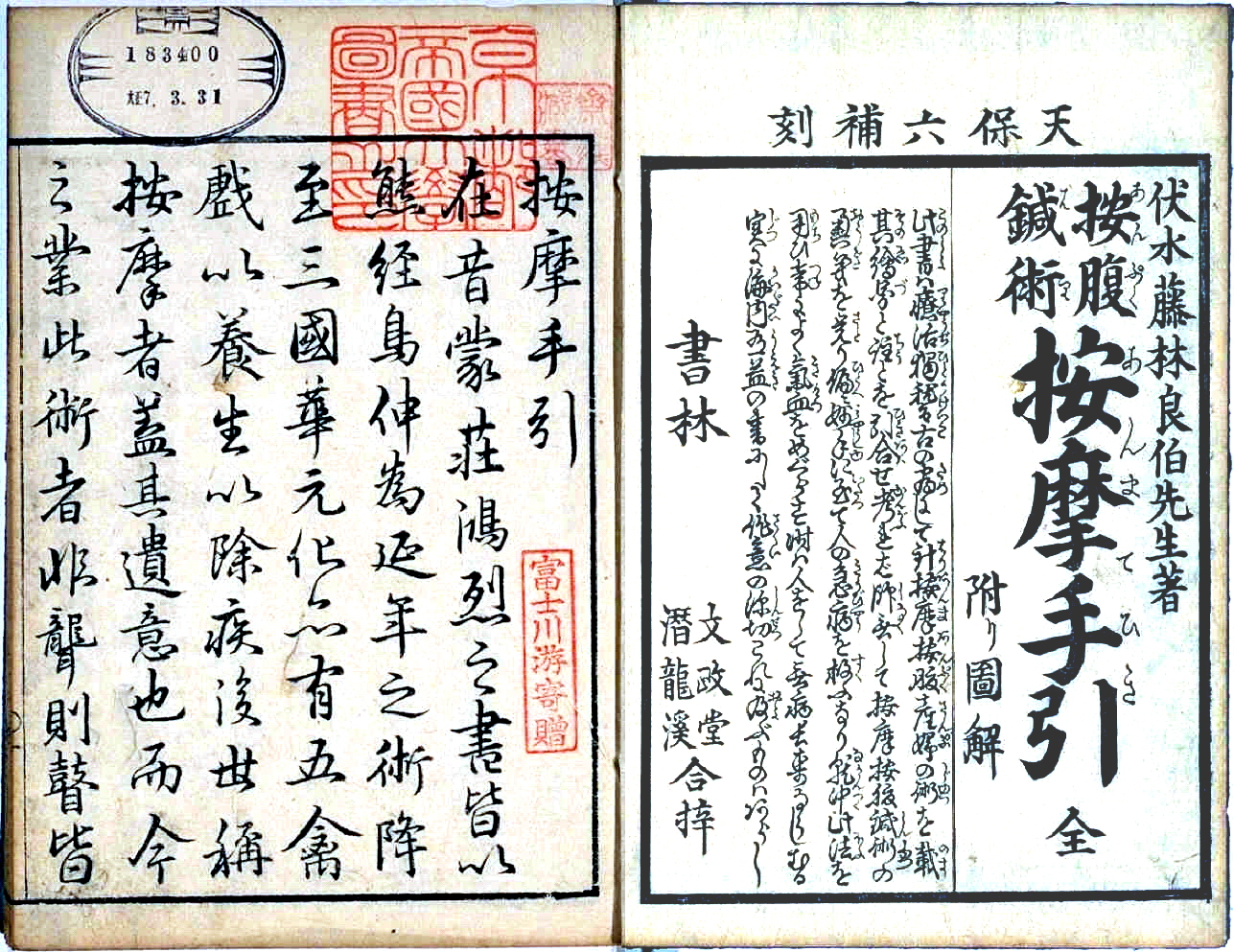
Página introductoria de Anma Tebiki

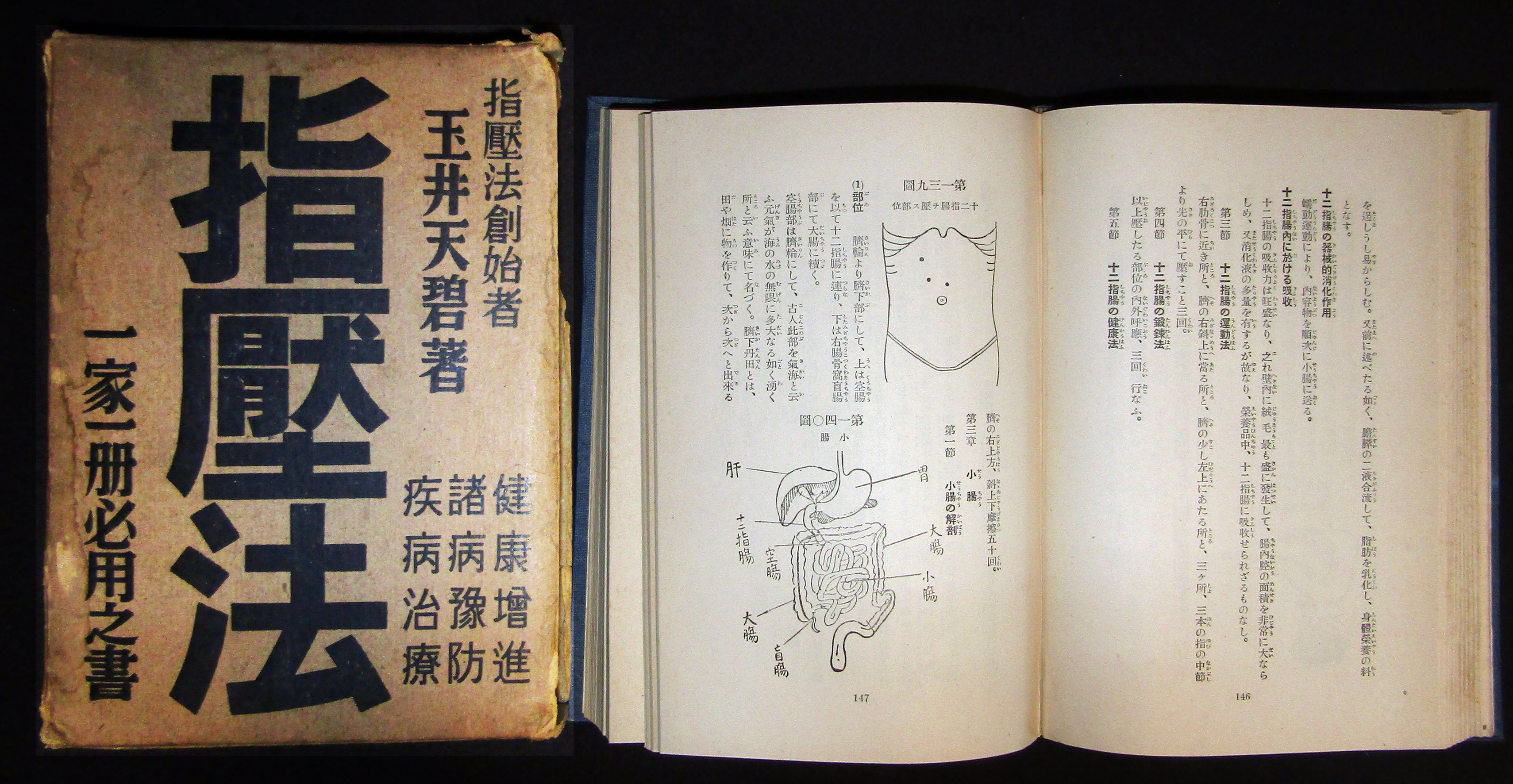
Tenpeki Tamai: Shiatsu-hō. 1939

Los conceptos fundacionales del shiatsu (qi, meridianos y puntos acupunturales) tienen miles de años y provienen de la medicina tradicional china. El shiatsu moderno evolucionó del anma, un estilo japonés de masaje desarrollado en 1320 por Akashi Kan Ichi. El anma  fue popularizado en el siglo XVII por el acupunturista Sugiyama Waichi, y casi al mismo tiempo aparecieron los primeros libros sobre el tema, incluido Anma Tebiki («Manual de Anma») de Fujibayashi Ryohaku. La escuela Fujibayashi trajo luego el anma a la era moderna.
Desde la época de Sugiyama, el masaje en Japón ha estado fuertemente asociado con los invidentes. Sugiyama, que era ciego, estableció varias escuelas de medicina para ciegos que enseñaban esta práctica. Durante el período Tokugawa, se aprobaron edictos que hicieron que la práctica del anma fuera una práctica exclusiva de las personas ciegas y se les prohibió a los demás practicarla. Como resultado, el «anma ciego» se ha convertido en una figura popular en la cultura japonesa. Esto ha continuado en la era moderna, con una gran proporción de la comunidad ciega japonesa que continúa trabajando en la profesión.

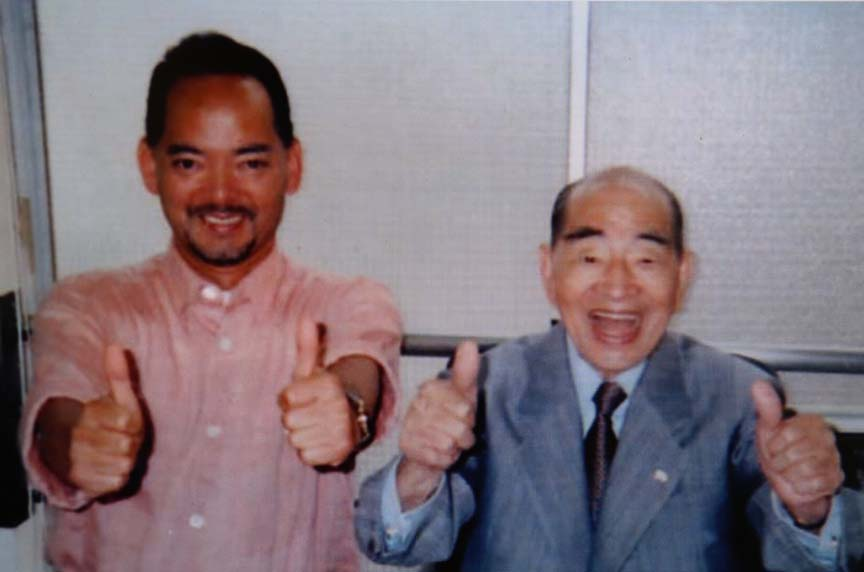
Tokujirō Namikoshi (derecha) y Shigeru Onoda (izquierda)

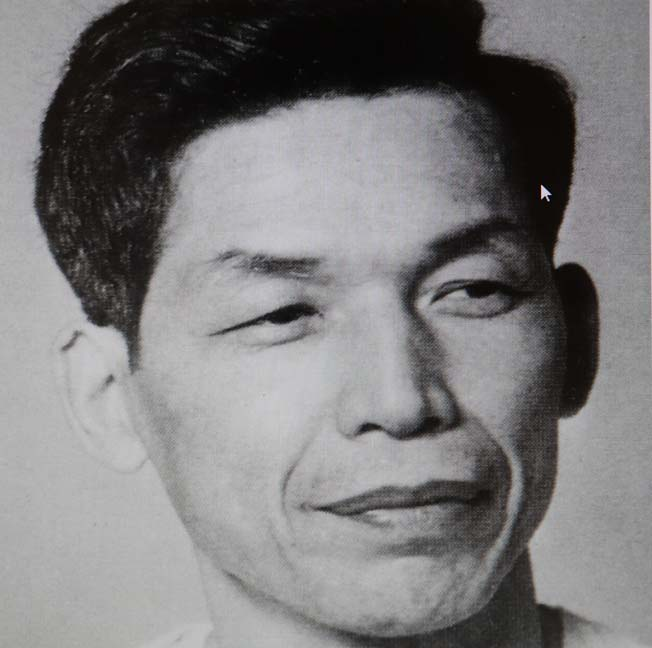
Shizuto Masunaga

Tokujiro Namikoshi (1905–2000) fundó su centro de enseñanza de shiatsu en la década de 1940 y su legado fue el reconocimiento estatal del shiatsu como método de tratamiento independiente en Japón. Namikoshi describía así la práctica: «la terapia mediante shiatsu, cuyo objetivo es la prevención y tratamiento de enfermedades, es un sistema para mejorar la salud eliminando los factores que producen fatiga y estimulando la capacidad de recuperación propia del cuerpo por medio de presión digital y manual aplicada sobre determinados puntos establecidos sobre la superficie del cuerpo». En 1957 el Instituto japonés de shiatsu fue renombrado a Japan Shiatsu College y recibió la aprobación del Ministerio de Sanidad y Bienestar.
A menudo se le atribuye a Tokujiro Namikoshi la invención del shiatsu moderno. Sin embargo, el término shiatsu ya estaba en uso en 1919, cuando Tamai Tempaku publicó un libro llamado Shiatsu Ho («método de presión con los dedos») en el cual combina las técnicas tradicionales del anma, ampuku y los do-in con la anatomía y fisiología occidental. También de forma  anterior al sistema de Namikoshi, en 1925 se había fundado ya la Asociación de Terapeutas Shiatsu, con el propósito de distanciar el shiatsu del masaje anma. La escuela de Namikoshi inicialmente enseñaba el shiatsu dentro del marco de la ciencia médica occidental. Fue Shizuto Masunaga, un estudiante y profesor de la escuela de Namikoshi, quien reintrodujo el shiatsu al contexto y marco filosófico de la medicina tradicional oriental.
Shigeru Onoda se encargó de la difusión de shiatsu en Occidente. Natural de Japón, se graduó en la Japan Shiatsu College en abril de 1981, donde aprendió shiatsu con el maestro Tokujiro Namikoshi. Tras graduarse como terapeuta de Shiatsu y realizar el examen estatal que le concedía licencia para la práctica del Shiatsu en Japón (Licencia N.º 2787 del Ministerio de Salud de Japón), se dedicó al estudio e investigación para adaptar esta terapia a las necesidades de la constitución corporal occidental, denominado esta vertiente Aze Shiatsu.
Shizuto Masunaga, enseñó en el Instituto japonés de Shiatsu en Tokio con la particularidad de incluir en su enseñanza una parte artística. Su enfoque del Shiastu despertó detractores y, después de ser rechazado por Namikoshi, abrió su propia escuela. Después fundó la corriente de Shiatsu Zen y el Centro escuela de Shiatsu Iokai.
Otro estudiante de Namikoshi, Hiroshi Nozaki, fundó el Shiatsu Hiron, una técnica holística de shiatsu que utiliza técnicas intuitivas y un enfoque espiritual para la curación que identifica formas de asumir la responsabilidad de una vida sana y feliz en las manos del practicante.

## Eficacia y evidencia

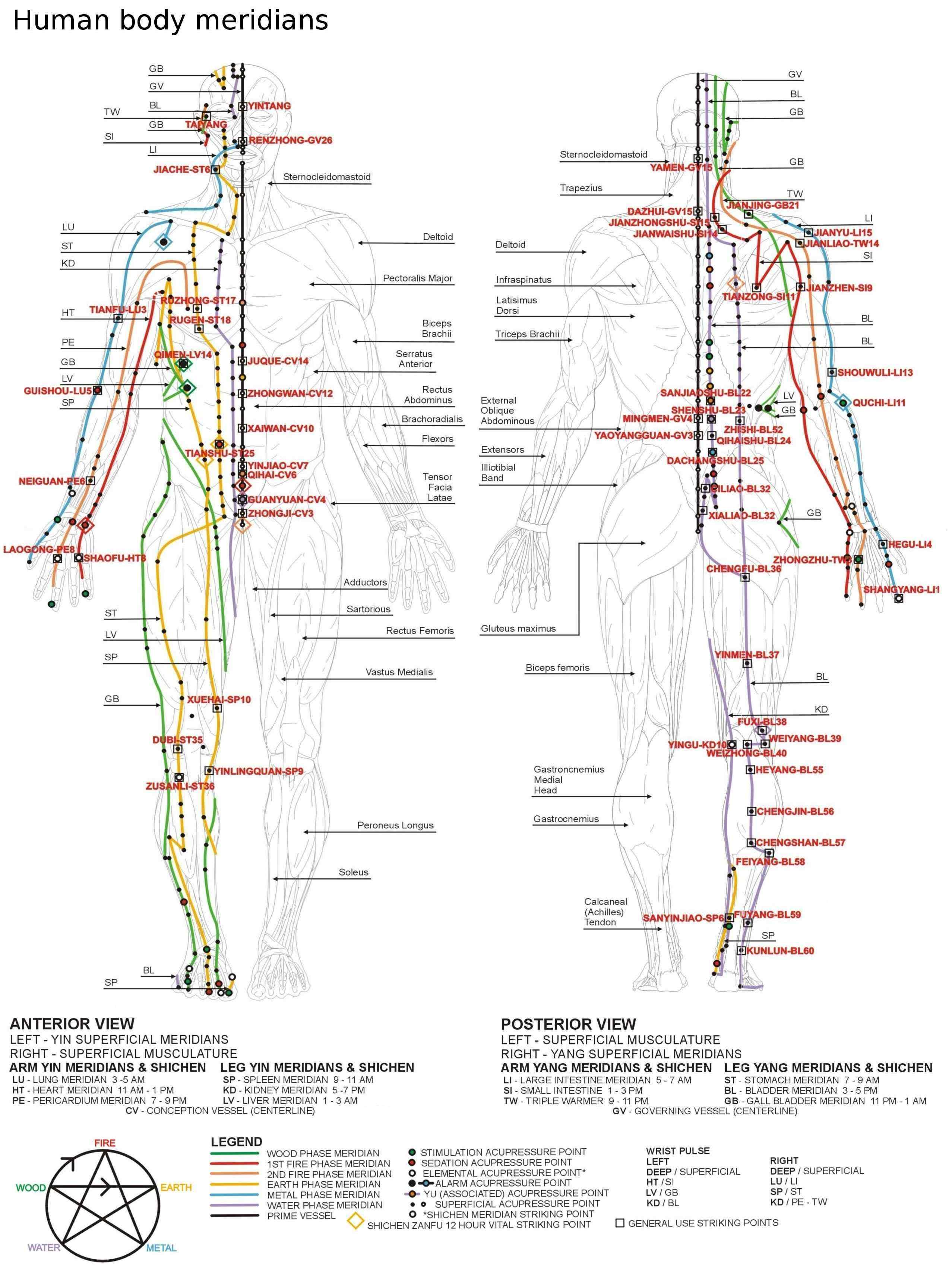
El shiatsu se basa en el flujo de energía (qi) en los meridianos para el diagnóstico y tratamiento

Las investigaciones científicas no han encontrado ninguna evidencia histológica o fisiológica que respalde la existencia del qi, meridianos y puntos acupunturales, que forman el fundamento teórico del shiatsu y múltiples estudios y análisis sistemáticos de la literatura científica han concluido que no existe evidencia científica que respalde la afirmación de que el shiatsu tenga beneficios médicos.
Al respecto del cáncer, no existen evidencias médicas de que el shiatsu sea efectivo para el tratamiento del mismo. No obstante, los informes de ciertas instituciones le dan cierto reconocimiento como terapia complementaria. Por ejemplo, la organización Cancer Research UK es muy clara en este sentido: no considera que el shiatsu sea beneficioso en el tratamiento del cáncer, pero reconoce que los usuarios se sienten más relajados.
Existen estudios que han hallado efectos positivos en la reducción del dolor de espalda, pero su validez es muy limitada ya que se basan en las respuestas subjetivas dadas por los propios pacientes.
En 2017 el gobierno australiano realizó una evaluación sobre la seguridad y efectividad de diversas "terapias naturales" entre las que se encontraba el shiatsu. El resultado de dicha evaluación fue que no se encontró ninguna evidencia de efectividad de que el shiatsu sea un tratamiento efectivo para ninguna condición.
El estudio europeo La experiencia y los efectos del shiatsu (2007), coordinado por Andrew Long, director del Instituto de Atención a la Salud de la Universidad de Leeds (Reino Unido), y Seamus Connolly, de la Federación Europea de Shiatsu, reconoce que la percepción que tienen los usuarios de shiatsu sobre la mejoría sintomática de ciertas dolencias es positiva y aboga por su regulación. Los datos recogidos en este estudio indican que una muestra de pacientes sentían que sus terapeutas les escuchaban con atención y que consideraban que estos –los terapeutas– eran dignos de confianza, cálidos y capaces. Los clientes también indicaron que tras los tratamientos se sentían relajados, calmados y de mejor ánimo para afrontar sus problemas. Los participantes con altos niveles de estrés y problemas musculares y/o articulares fueron los que presentaron la mejoría más significativa. El estudio también reconoce que, al no tener muestra de control, no es un estudio sobre la efectividad del shiatsu, sino sobre la percepción que tienen sus usuarios. De hecho, el mismo estudio reconoce que una de sus debilidades es que entre el 85% y el 89% de la muestra eran usuarios habituales de shiatsu.
En 2006 se llevó a cabo una revisión sistemática a gran escala de evidencias y publicaciones por la Shiatsu Society UK en colaboración con la Thames Valley University.  La búsqueda bibliográfica utilizó PubMed, OVID, Science Direct, Blackwell Synergy, Ingenta Select y Wiley Interscience, The Index of Theses y ZETOC. Los resultados y conclusiones de este estudio se enfocaron en el control de síntomas/mejoría para diversas dolencias y concluyó que «no hubo pruebas suficientes en cantidad y calidad sobre shiatsu con el fin de proporcionar un consenso». El estudio incluye una serie de recomendaciones para futuras investigaciones sobre la eficacia del shiatsu como tratamiento médico.

## Regulación
En Japón la práctica del shiatsu se encuentra regulada por el Ministerio de Salud y Bienestar Social, el cual tiene que aprobar las instituciones que imparten la formación en shiatsu para que pueda obtenerse una licencia profesional, como es el caso del Japan Shiatsu college donde la formación tiene una duración de tres años con 2490 horas de clase, seguidas de un examen impartido por el gobierno japonés para poder obtener la licencia de terapeuta shiatsu. En Japón, el nivel educativo para la aprobación de Shiatsupractor se corresponde con las licencias para terapeutas de Anma, Masaje y Shiatsu.[cita requerida]
En el resto del mundo no se trata de una práctica con regulación gubernamental específica y se la engloba dentro de la medicina alternativa y complementaria teniendo distintos tipos de regulación dependiendo del país y la legislación local. A continuación se enumeran algunos ejemplos de regulación local.
En Australia, en 2017 el gobierno dejó de proporcionar subsidios a los seguros médicos privados como reembolso por gastos de terapia con shiatsu tras no encontrar «ninguna evidencia de efectividad para ninguna condición» en la evaluación que se realizó acerca de la seguridad y efectividad de diversas «terapias naturales» entre las que estaba incluido el shiatsu.
En España, el shiatsu no es una práctica regulada y en este momento se encuentra en evaluación dentro del marco del programa ConPrueba iniciado por el Ministerio de Sanidad, Consumo y Bienestar Social y del Ministerio de Ciencia, para decidir si se le otorga o no la clasificación oficial de pseudoterapia.
En Francia el título profesional de especialista en shiatsu requiere una formación de cinco años y es certificado por el Sindicato Profesional de Shiatsu.

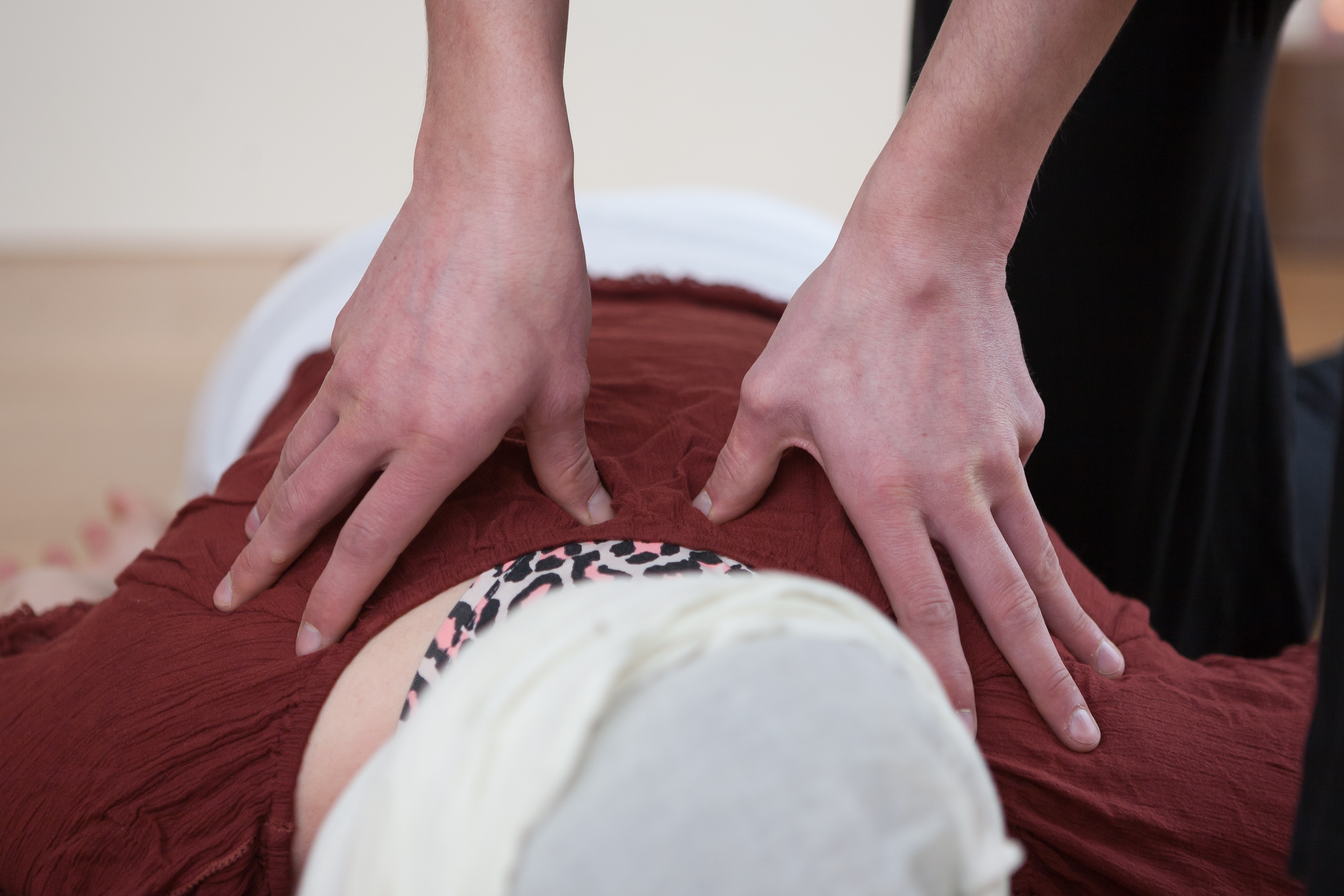
Sesión de Shiatsu

En Suiza el shiatsu está reconocido como terapia complementaria y la Sociedad Suiza de Shiatsu regula su certificación.
En Europa la NSE (Namikoshi Shiatsu Europa) bajo la autorización del Japan Shiatsu College coordina el sistema de enseñanza que consta de 1600 horas en tres años. Escuelas de Shiatsu de Italia, Portugal, Holanda, Suiza además de España, pertenecen a dicha asociación europea que a su vez está integrada en la ISA (Internacional Shiatsu Association) La Federación Europea de Shiatsu (FES) establece un programa mínimo para que las certificaciones emitidas por las organizaciones de los 8 países miembros sean reconocidas por la federación. Esta no es una certificación profesional protegida por ningún estado, sino autorregulada. El programa establece un mínimo de 450 horas de clase durante un periodo no menor a 3 años así como lineamientos de teoría y práctica. Los 8 Estados miembros de la FES son Austria, Bélgica, República Checa, Grecia, Irlanda, Italia, España y Suecia.
El shiatsu es una de las prácticas de «medicina no convencional» mencionadas específicamente en el Informe Collins presentado al Parlamento Europeo en 1997, que abogó por regular las terapias complementarias, e hizo notar la necesidad de llevar a cabo «un estudio exhaustivo sobre la inocuidad, la eficacia, el ámbito de aplicación y el carácter complementario o alternativo de toda medicina no convencional, así como un estudio comparativo entre los diversos modelos jurídicos nacionales a los que están sujetos los profesionales que ejercen las medicinas no convencionales».